# کوه اسنومس
کوه اسنومس (به انگلیسی: Snowmass Mountain) یک کوه در ایالات متحده آمریکا است که در شهرستان گانیسون، کلرادو واقع شده‌است. کوه اسنومس ۴٬۲۹۷٫۴۳ متر بالاتر از سطح دریا واقع شده‌است.